# Шиловский, Роман Сергеевич
Роман Сергеевич Шиловский (род. 25 апреля 1993 / 31 июля 1992) — российский футболист, игрок в пляжный футбол, вратарь.
4 сентября 2011 года провёл единственный матч в первенстве России по футболу — в домашней игре первенства ПФЛ за саратовский «Сокол» против «Подолья» (3:0) на 90-й минуте заменил Артёма Фёдорова. В мае — июне 2013 сыграл 13 матчей (три — на квалификационном этапе, пять — на первом этапе и пять — на втором) в чемпионате России по пляжному футболу за команду «Дельта» Саратов. В 2014 году — игрок команды «Спартак-Фан» Ряжск. С 2016 года — участник «РКЛФ — Кубка „Русской кожи“ по мини-футболу».